# Mosiera urbaniana
Mosiera urbaniana là một loài thực vật có hoa trong Họ Đào kim nương. Loài này được Borhidi mô tả khoa học đầu tiên năm 1992.